# Pomo
Pomo je kolektivno ime za indijanska plemena iz Kalifornije, koja se služe jezicima porodice Kulanapan. Tradicionalno su bili podijeljeni po plemenima: Balló Kaì Pomo (Ballo Ki), Batemdikáyi, Búldam Pomo, Chawishek, Choam Chadila Pomo, Chwachamajù,  Dápishu, Eastern People, Erío, Erússi, Gallinoméro, Gualála, Kabinapek, Komácho, Kulá Kai Pomo, Kulanapo, Láma, Misálamagun, Mitoám Kai, Poam Pomo, Senel, Shódo Kaí Pomo, Síako, Sokóa,  Ukiah (Yokáya, Yokaia), i Yusâl. 
Plemena Kai Pomo, Kastel Pomo i Kato Pomo pripadaju Kato Indijancima i porodici Athapaskan. – Danas danas su podijeljeni na 72 plemena i nastanjeni po malenim rezervatima. -Eksperti su u košaraštvu i poznati po bradama koje ovi Indijanci znaju imati. 
Kroeber je (1925.) procijenio da ih je 1770. bilo oko 8,000, no 1910 preostalo ih je tek 777, da bi im broj (1930) porastao na 1,143. 

## Ime
Ime Pomo došlo je po završecima u nekim njihovim plemenskim imenima čije značenje nije poznato. Ime Nokonmi dali su im Yuki.

## Lokacija
Pomo plemena bijahu u 10 stoljeću naseljena na pacifičkoj obali od Cleone do Duncan's Pointa, te u unutrašnjost, napose oko jezera Clear Lake i Stony Creeka. 

## Geografska podjela i sela
Pomo Indijance autori zbog brojnosti njihovih plemena jednostavno su podijelili na nekoliko zemljopisnih skupina, i to na Northeastern Pomo što su imali 4 sela, Eastern Pomo (6 sela),  Southeastern Pomo (3), Northern Pomo (29),  Central Pomo (12),  Gallinomero Indijanci (11), i Gualala (8).

## Etnografija
Kulanapan plemena i jezično (imaju 7 jezika i svako pleme vlastiti dijalekt, koji se malo razlikuje od drugoga) i fizički razlikuju se od susjednih Yukian i Athapaskan plemena. Geo-klimatski uvjeti i susjedski kontakti svakako su doveli do kulturne sličnosti. Fizički su Pomo jači od Atapaskana i Yukija, dok su žene korpulentnijeg izgleda i odlikuju se širokim licem. Tetoviranje prakticiraju samo žene, i to poput Yuroka, Yukija, Maidua i Sinkyona, itd., samo između donje usnice i brade. 
Odjeća Pomoa bijaše skromna, u stvari muškarci su najčešće hodali goli, dok su žene nosile kratke pregačice (nalik kiltovima) i košulje od jelenje kože. Zimska bi se pak odjeća izrađivala od zečjega krzna. Sakupljanje žira, korijenja, i ribolov osiguravali su im opstanak. U prehrani su Pomoi koristili sve što je nudila priroda, gotovo sve vrste sisavaca, ptica, riba i drugoga. Postojao je naravno i tabu po kojemu se neke životinje nisu smjele jesti ni loviti, to su: škanjac, sokol, kojot, vuk, orlovi (među kojima je bjeloglavi orao veliki poglavica) i lešinari. 
U lovu Pomo su se služili lukom i strijelom, a imali su i bolu za lov na guske, te praćku s glinenim projektilima kojima bi gađali patke. U lovu na jelena Pomoi bi gradili posebne ograde u obliku slova V u koje je trebalo nagnati životinju. 

### Košaraštvo
Košaraštvo je najpoznatija umjetnost Pomo Indijanaca, i oni su u Kaliforniji na glasu kao najbolji košaraši. Proizvode košare od šiblja svih namjena i velićina, pa i onih minijaturnih. -Košare Indijanci proizvode od raznog vrsta bilja, kao što su vrbe (Salix), ili pustinjske vrbe / "desert willow" /. Nadalje koriste šaš  (Carex) i Scirpus (bullrush), a tradicionalni izvor za dobivanje crvene boje je 'judino drvo' /Cercis/ u Americi nazivano popularnim imenom 'redbud'.

## Pomo danas
Godine 2000. Pomo populacija iznosi 2,400 duša, a većina živi po sljedećim rezervatima: Big Valley Rancheria, Blue Lake Rancheria, Coyote Valley Reservation, Dry Creek Rancheria, Elem Indian Colony, Hopland Rancheria, Lytton Rancheria, Manchester-Point Arena Rancheria, Middletown Rancheria, Pinolville Rancheria, Redwood Valley Rancheria, Robinson Rancheria, Round Valley Reservation, Sherwood Valley Rancheria, Stewarts Point Rancheria, Sulphur Bank Rancheria, Upper Lake Rancheria, Northern Pomo Tribe (u okrugu Mendocino i Lake), i Pomo Tribe u okrugu Sonoma.

## Vanjske poveznice
- Swanton
- Pomo Indians: Brief History
- Pomo (linkovi)  Arhivirana inačica izvorne stranice od 14. veljače 2014. (Wayback Machine)